# Nowe (gromada w powiecie wągrowieckim)
Nowe – dawna gromada, czyli najmniejsza jednostka podziału terytorialnego Polskiej Rzeczypospolitej Ludowej w latach 1954–1972.
Gromady, z gromadzkimi radami narodowymi (GRN) jako organami władzy najniższego stopnia na wsi, funkcjonowały od reformy reorganizującej administrację wiejską przeprowadzonej jesienią 1954 do momentu ich zniesienia z dniem 1 stycznia 1973, tym samym wypierając organizację gminną w latach 1954–1972.
Gromadę Nowe z siedzibą GRN w Nowem utworzono – jako jedną z 8759 gromad na obszarze Polski – w powiecie wągrowieckim w woj. poznańskim, na mocy uchwały nr 40/54 WRN w Poznaniu z dnia 5 października 1954. W skład jednostki weszły obszary dotychczasowych gromad Bartodzieje, Kamienica i Nowe, ponadto miejscowości Dębina, Orla i Kobylec z dotychczasowej gromady Durowo oraz osiedle Kaliszanki (99,79,49 ha) z dotychczasowej gromady Kaliszany – ze zniesionej gminy Wągrowiec-Północ w tymże powiecie. Dla gromady ustalono 9 członków gromadzkiej rady narodowej.
1 stycznia 1959 z gromady Nowe wyłączono miejscowość Kaliszanki, włączając ją do gromady Pawłowo Żońskie w tymże powiecie, po czym gromadę Nowe zniesiono, a jej (pozostały) obszar włączono do nowo utworzonej gromady Wągrowiec-Północ tamże.